# Данна, Майкл
Майкл Данна (англ. Mychael Danna; родился 20 сентября 1958 года) — канадский композитор, специализирующийся на музыке для кинофильмов, брат композитора Джеффа Данна. Лауреат премий «Золотой глобус» и «Оскар» за лучшую музыку к фильму «Жизнь Пи» (2012).

## Фильмография
Музыка к фильмам:
- 2022 — Папин дракон
- 2019 — Путь домой
- 2018 — По половому признаку
- 2015 — Хороший динозавр
- 2014 — Превосходство
- 2014 — Королева ночи
- 2014 — Охотник на лис
- 2012 — Жизнь Пи
- 2011 — Камелот (телесериал)
- 2011 — Человек, который изменил всё
- 2010 — Стукачка
- 2010 — На расстоянии любви
- 2009—2010 — Кукольный дом (телесериал)
- 2009 — Готовим со Стеллой
- 2009 — 500 дней лета
- 2009 — Хлоя
- 2009 — Воображариум доктора Парнаса (совместно с братом Джеффом Данна)
- 2009 — Жена путешественника во времени
- 2009 — Al-mor wa al rumman
- 2008 — Добро пожаловать в Лэйквью (совместно с братом Джеффом Данна)
- 2008 — Любовный менеджмент
- 2008 — Бессмертный (сериал)
- 2008 — Нью-Йорк, я люблю тебя
- 2008 — 8
- 2008 — Небеса на земле
- 2008 — Камень судьбы
- 2008 — Обожание
- 2008 — Дальнобойщица
- 2007 — Лови волну!
- 2007 — Измена
- 2007 — Migration
- 2007 — У каждого своё кино
- 2007 — Перелом
- 2006 — Божественное рождение
- 2006 — Одинокие сердца
- 2006 — Маленькая мисс Счастье
- 2005 — Sohni Sapna
- 2005 — Страна приливов
- 2005 — Ева и Огненный Конь
- 2005 — Вода
- 2005 — Капоте
- 2005 — Где скрывается правда
- 2005 — Северное сияние
- 2004 — Театр
- 2004 — Ярмарка тщеславия
- 2003 — Потерянный в снегах
- 2003 — Афера Стивена Гласса
- 2002 — История Антуана Фишера
- 2002 — Парни
- 2002 — Арарат
- 2002 — История Мэттью Шепарда (ТВ)
- 2001 — Сердца в Атлантиде
- 2001 — Свадьба в сезон дождей
- 2001 — Избранный
- 2001 — Stranger Inside (ТВ)
- 2001 — Зелёный Дракон
- 2000 — Чужой билет
- 1999 — Прерванная жизнь
- 1999 — Не думай дважды
- 1999 — Погоня с Дьяволом
- 1999 — Путешествие Фелиции
- 1999 — 8 миллиметров
- 1999 — Исповедь
- 1999 — Святые из Бундока
- 1998 — At the End of the Day: The Sue Rodriguez Story (ТВ)
- 1997 — Regeneration
- 1997 — Славное будущее
- 1997 — Ледяной ветер
- 1996 — Dangerous Offender: The Marlene Moore Story (ТВ)
- 1996 — Кама Сутра: История любви
- 1996 — Лилии
- 1995 — Джонни-мнемоник
- 1994 — Narmada: A Valley Rises
- 1994 — Танцуй со мной на улице
- 1994 — Darling Family, The
- 1994 — Экзотика
- 1993 — Обыкновенное волшебство
- 1993 — Аморальное поведение (ТВ)
- 1993 — Hush Little Baby (ТВ)
- 1991 — Johann’s Gift to Christmas (ТВ)
- 1991 — Монреаль глазами…
- 1991 — Страховой агент
- 1991 — Лакомый кусок
- 1990 — Натюрморт
- 1989 — Холодная ловушка
- 1989—1996 — Дорога в Эйвонли (сериал)
- 1989 — Without Work: Not by Choice
- 1989 — Эрик
- 1989 — Роли с текстом
- 1989 — Termini Station
- 1988 — Кровные отношения
- 1988 — Преднамеренное убийство
- 1987 — Семейный просмотр
- 1987 — Карибка
- 1978 — Metal Messiah

## Дискография

### Сольные работы
- 2001 — Monsoon Wedding
- 1998 — A Celtic Romance, The Legend Of Liadain And Curithir (Mychael Danna / Jeff Danna)
- 1997 — The Sweet Hereafter
- 1997 — Kama Sutra — A Tale Of Love
- 1996 — A Celtic Tale, The Legend Of Deirdre (Mychael Danna / Jeff Danna)
- 1992 — Skys
- 1991 — Sirens
- 1988 — Planets Stars And Galaxies
- 1988 — Mars: The Journey Begins
- 1980 — The Electronic Orchestra
- 1979 — Elements

### Danna & Clement
- 2001 — Bacchus (Danna & Clément) — Waterhaven (Compilation)
- 1999 — The Best Of Danna & Clement (Compilation)
- 1995 — North Of Niagara
- 1986 — Another Sun
- 1985 — Summerland
- 1983 — A Gradual Awakening
- 1977 — The White Album (Danna & Clement Self-released)